# Hellere leve med et end dø med to
Hellere leve med et end dø med to er en dansk dokumentarfilm fra 1997 med instruktion og manuskript af Freddy Tornberg.

## Handling
Push-up-bh er ikke sagen, når man har fået fjernet et bryst eller to. Men ellers kan meget lade sig gøre, og kvinderne i denne dokumentarfilm insisterer på at bevare deres kvindelighed og værdighed på trods af en brystoperation. I Danmark er der omkring 30.000 kvinder, der er opereret for brystkræft. I filmen møder seerne nogle af dem, enkeltvis, i samtalegruppe, og til demonstration af brystproteser og lingeri. De fortæller om deres liv efter sygdommen, om seksualiteten og angsten for at sygdommen vender tilbage.